# Bataille de Jisr al-Choghour (2015)
Pour les articles homonymes, voir Bataille de Jisr al-Choghour.
Guerre civile syrienne
Batailles
La deuxième bataille de Jisr al-Choghour a lieu lors de la guerre civile syrienne. Elle débute le 22 avril 2015 par une offensive de la coalition rebelle de l'Armée de la conquête contre la ville de Jisr al-Choghour, dans le gouvernorat d'Idleb. La ville est prise dès le 25 avril, cependant une poche de résistance subsiste dans l'hôpital jusqu'au 22 mai.

## Prélude et forces en présence
Après leur victoire à la bataille d'Idleb, les rebelles de la coalition « Jaych al-Fatah » (« l'Armée de la conquête ») poursuivent leur progression dans le gouvernorat d'Idleb et avancent vers la ville de Jisr al-Choghour, dont la population était de 50 000 habitants en 2011. Les Tchétchènes de Jound al-Cham participent également à l'offensive,, ainsi que des bataillons de l'Armée syrienne libre,— notamment la 1re division côtière,, la 13e division et la Brigade Sultan Mourad — Alwiya al-Furqan, Ansar al-Cham,, le Parti islamique du Turkestan,,, Jaych al-Islam, le Front Ansar Dine — qui regroupe Jaych al-Mouhajirine wal-Ansar, le Harakat Cham al-Islam et le Harakat Fajr al-Cham al-Islamiyya — et des combattants ouzbeks du Jamaat Imam Bukhari et de la Katiba al-Tawhid wal-Jihad,. Les forces loyalistes se replient vers le sud, elles ne tiennent alors plus dans ce gouvernorat que les villes de Jisr al-Choghour et Ariha, quelques villages, l'aéroport militaire d'Abou Douhour et cinq bases militaires.
L'Observatoire syrien des droits de l'homme (OSDH) estime à plus de 6 000 le nombre des combattants rassemblés par le régime et à plus de 10 000 celui mobilisé par les djihadistes et les rebelles.
Le 9 avril, les rebelles lancent des attaques contre la base militaire d'al-Mastomah, à l'est de Jisr al-Choghour. Le 21 avril, des obus tirés par les rebelles sur Jisr al-Choghour tuent sept civils, dont un couple et ses quatre enfants.

## Déroulement

### Prise de la ville par les rebelles

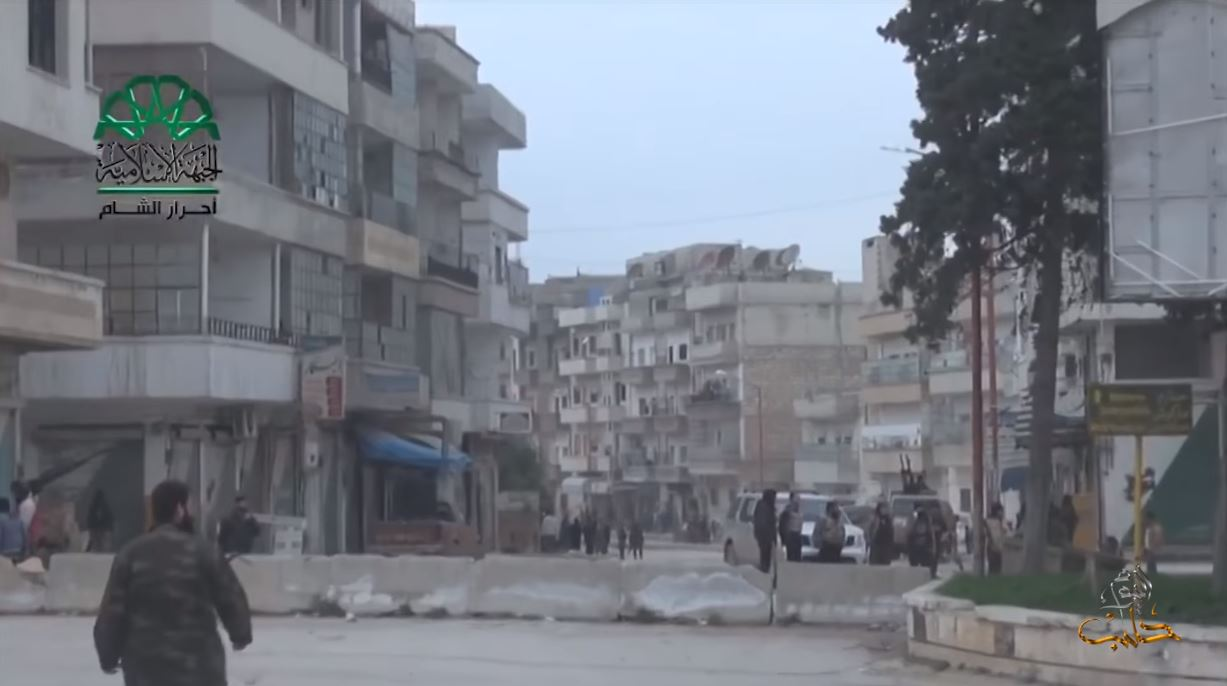
Combattants d'Ahrar al-Cham dans les rues de Jisr al-Choghour, pendant la bataille.

Les premiers combats débutent le 22 avril. Le 23, les djihadistes et les rebelles atteignent Jisr al-Choghour,,,. C'est la première fois depuis 2011 que des combats ont lieu dans cette ville, celle-ci est stratégique car elle se trouve à proximité de la frontière turque et sa prise pourrait menacer Lattaquié. Selon l'Observatoire syrien des droits de l'homme (OSDH), plusieurs milliers de rebelles prennent part à l'offensive.
Le Front al-Nosra lance l'assaut en envoyant au moins 15 kamikazes avec des ceintures d'explosifs qui mènent des attaques-suicides sur plusieurs points autour de Jisr al-Choghour. Les hommes du Front al-Nosra et d'Ahrar al-Cham attaquent ensuite sept postes de contrôle situés aux abords de la ville et en contrôlent quatre au matin du 24 avril, dont celui, stratégique, de Tal Hekmah,. Ils coupent également la route reliant Jisr al-Choghour à Ariha, à l'est. L'aviation syrienne intervient et mène 70 raids aériens. 
Le matin du 25 avril, les djihadistes et les rebelles entrent dans la ville et rapidement ils en contrôlent la quasi-totalité,. Les soldats du régime prennent la fuite. Selon l'OSDH, au moins 60 combattants loyalistes sont tués,. Les combats se poursuivent dans quelques quartiers au sud-ouest de la cité. 
Sana, l'agence de presse du régime syrien, fait était « d'un horrible massacre de plus de 30 civils, dont des femmes et des enfants, commis par les groupes terroristes après être entrés à Jisr al-Choughour », mais sans donner davantage de précision. L'OSDH affirme pour sa part qu'au sud-ouest de la ville, 23 prisonniers ont été exécutés près de l'hôpital par des soldats de l'armée syrienne avant que ces derniers ne battent en retraite,,. Le Front al-Nosra diffuse également sur Internet les photos de 14 corps maculés de sang, en affirmant qu'il s'agit des victimes d'un massacre perpétré par le régime.
Jisr al-Choghour est entièrement prise le 25 avril en milieu de journée,. Les combats se déplacent alors au sud et à l'est de la ville. Dans l'après-midi, des raids aériens du régime font au moins 27 morts à l'intérieur de Jisr al-Choghour, dont 20 combattants,. Cependant les rebelles continuent de progresser dans les villages au sud de la ville : Ishtabraq est prise, ainsi que les localités d'al-Sermania, Tal Waset, al-Qahera, et al-Mansura, situées dans la vallée d'al-Ghab, à l'extrême nord-ouest du gouvernorat de Hama,. L'armée syrienne réagit en envoyant des hélicoptères larguer au moins 32 barils d'explosifs dans cette zone.
Le 27 avril, le ministère syrien des Affaires étrangères accuse les rebelles d'avoir massacré 200 civils à Ichtabraq, une localité à majorité alaouite, dont des femmes et des enfants. L'OSDH indique pour sa part le 30 avril que 200 prisonniers sont faits par les rebelles à Jisr al-Choghour et dans la localité voisine d'Ichtabraq, dont des militaires, des miliciens et des membres de leurs familles, et que leur sort et lieu de détention sont inconnus. 
La prise de la ville est saluée par le Coalition nationale des forces de l'opposition et de la révolution qui parle d'une « importante victoire sur le chemin de la libération totale du territoire syrien ».

### Siège de l'hôpital de Jisr al-Choughour

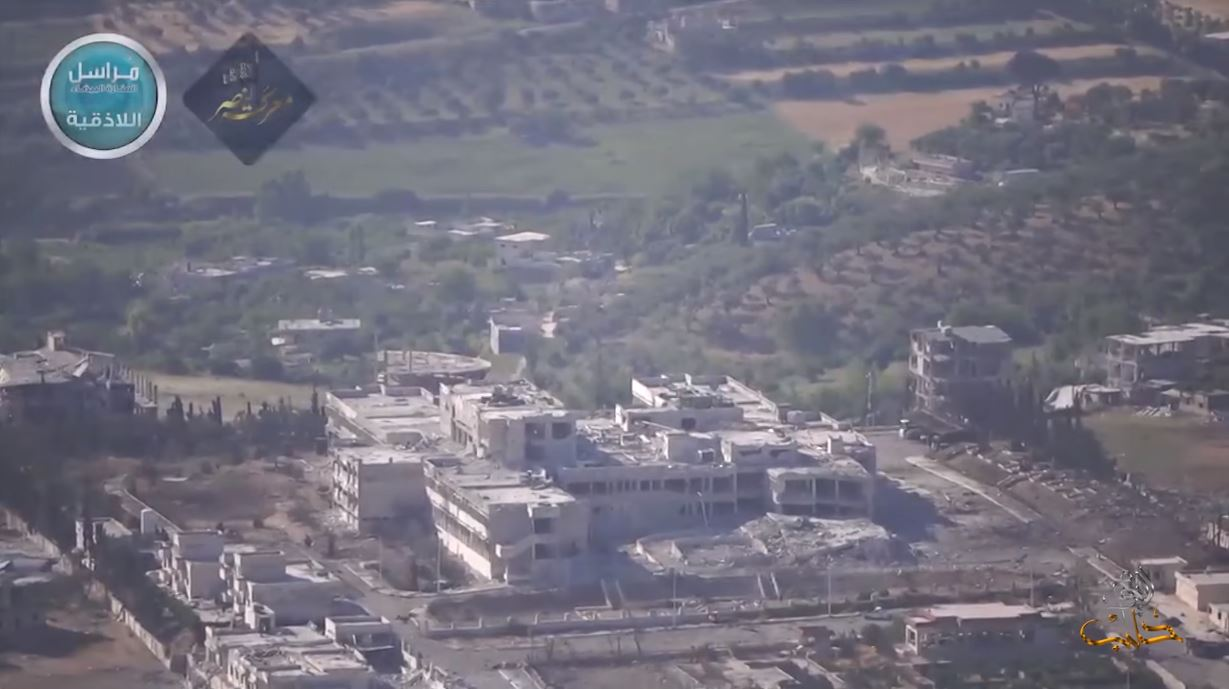
Vue de l'hôpital de Jisr al-Choughour pendant les combats.

Une poche de résistance subsiste cependant à l'hôpital de Jisr al-Choughour, à la périphérie sud-ouest de la ville. Le nombre de ses défenseurs varie selon les estimations. Pour l'OSDH, 150 soldats loyalistes sont assiégés avec une centaine de civils, dont des membres des familles des militaires et des fonctionnaires,. Selon une source syrienne de sécurité de L'Orient-Le Jour, 120 soldats des forces spéciales défendent l'hôpital et aucun civil n'est présent. Après la fin des combats, l'AFP évoque 450 soldats et civils.
Selon la source sécuritaire de L'Orient-Le Jour, les forces spéciales commandées par le colonel Sabha sont restés retranchés dans l'hôpital après avoir refusé d'obéir aux ordres de repli,, tandis que selon des rescapés interrogés l'AFP ils avaient reçu l'ordre de se regrouper dans l'hôpital pour lancer une contre-attaque sur la ville avant de rapidement se retrouver assiégés.
Le 1er mai, les rebelles lancent un assaut : plusieurs dizaines de soldats sont tués ou blessés par l'explosion d'un véhicule kamikaze et au moins 14 djihadistes du Front al-Nosra sont tués selon l'OSDH,. 
Malgré tout les défenseurs résistent et le 6 mai, dans une apparition publique retransmise par la télévision de Damas, Bachar el-Assad promet d'envoyer des renforts à Jisr al-Choghour : « A présent, si Dieu le veut, l'armée arrivera bientôt auprès de ces héros qui ont assiégé dans l'hôpital de Djisr el Choughour pour poursuivre la bataille et défaire les terroristes »,. Le même jour, l'armée syrienne lance une contre-offensive. Plus de 6 000 soldats et miliciens, sous les ordres du colonel Souheil al-Hassan, dit « le Tigre », sont mobilisés pour l'attaque. Parmi eux figurent plusieurs combattants chiites étrangers, dont des Libanais du Hezbollah, des Afghans de la Brigade des Fatimides, des Irakiens du Liwa Zulfikar et des officiers iraniens,.

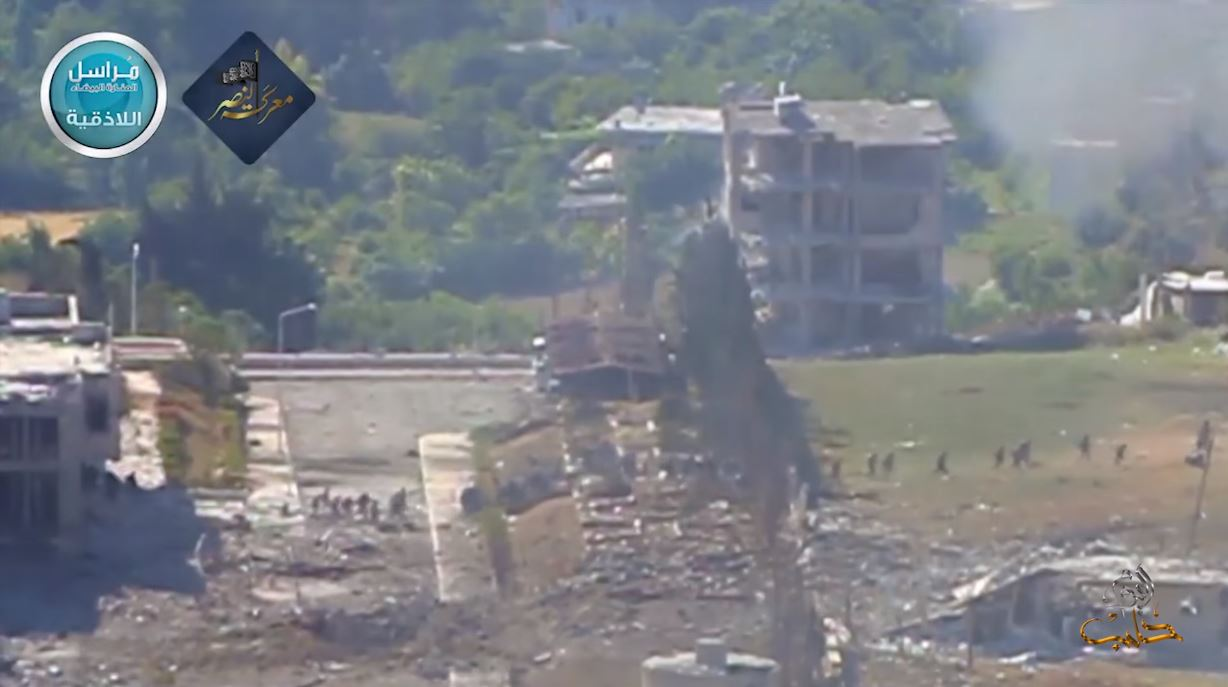
Soldats de l'armée syrienne évacuant l'hôpital de Jisr al-Choughour sous les tirs des djihadistes du Front al-Nosra, le 22 mai 2015.

Le 7 mai, les loyalistes, soutenus par plus de 50 frappes aériennes, attaquent le checkpoint d'al-Alawin et les collines du village de Frikah,. Selon l'OSDH, les loyalistes perdent au moins 14 hommes tués et deux chars détruits. L'armée syrienne progresse et le 9 mai, elle n'est plus qu'à 2 kilomètres de l'hôpital de Jisr al-Choghour.
Le 10 mai, dans la matinée, les rebelles lancent un nouvel assaut contre l'hôpital. Après l'attaque d'un véhicule piégé du Front al-Nosra, ils parviennent pour la première fois à pénétrer dans un bâtiment, où ils engagent de violents combats avec les militaires retranchés à l'intérieur,,,. Selon l'OSDH, au moins 32 soldats loyalistes et 40 rebelles sont tués.
Le 14 mai, selon l'OSDH, le corps d'un brigadier-général tué dans les combats est retrouvé près de Jisr al-Choghour. Mehi al-Din Mansour, chef des forces spéciales syriennes, succombe à ses blessures à Tartous, après avoir été grièvement touché à Jisr al-Choghour.
Le 22 mai, après près d'un mois de résistance, les loyalistes finissent par abandonner l'hôpital de Jisr al-Choghour, qui est ensuite pris en totalité par les rebelles islamistes,,,. Les soldats du régime se divisent en quatre groupes pour organiser l'évacuation et protéger les blessés et les civils, mais les djihadistes et les rebelles se lancent à leur poursuite et plusieurs d'entre-eux sont tués, blessés ou faits prisonniers,. Après 3 kilomètres et plusieurs heures de marche à travers des sentiers, les rescapés parviennent à rejoindre d'autres unités du régime. Dans la soirée, Bachar el-Assad félicite le colonel Sabha et ses hommes : « Vous représentez par votre héroïsme les soldats de l'armée syrienne. Vous avez résisté car vous ne connaissez ni l'échec ni la capitulation ».

## Pertes
Le 24 mai, l'Observatoire syrien des droits de l'homme (OSDH) affirme qu'au moins 261 militaires et miliciens loyalistes ont été tués à Jisr al-Choghour et ses environs entre le 22 avril et le 23 mai,. 90 officiers figurent parmi les morts, dont Mehi al-Din Manour — ou Muheiddeine Mansour — chef des forces spéciales en Syrie, 11 généraux, 11 colonels, 3 lieutenants-colonels, 10 majors, 25 capitaines et 29 lieutenants,. 300 loyalistes ont également été faits prisonniers ou bien sont portés disparus.
Les pertes des djihadistes et des rebelles ne sont pas connues de manière exhaustives. L'OSDH recense la mort de 43 combattants, dont 13 Tchétchènes, les 23 et le 24 avril, de 20 rebelles tués dans des frappes aériennes et 5 autres dans des combats le 25 avril,, de 14 hommes du Front al-Nosra le 2 mai, de 40 rebelles le 10 mai, de 5 rebelles le 14 mai, et de 2 hommes du Front al-Nosra le 22 mai.
Al-Masdar News (en), un média pro-régime syrien, affirme pour sa part que les pertes de l'armée syrienne ont été de 92 morts et 112 blessés entre le 22 et le 30 avril, tandis qu'il estime entre 350 et 500 le nombre des islamistes tués.
Le Parti islamique du Turkestan laisse au moins 20 morts dans les combats, dont son chef, Abou Ridha al-Turkestani.

## Autres combats dans le gouvernorat d'Idleb

Situation dans le gouvernorat d'Idleb le 5 juillet 2015 après les offensives rebelles.

Après leur victoire, les rebelles visent le port de Lattaquié et continuent d'avancer dans le gouvernorat d'Idleb. Le régime mène plusieurs raids aériens, notamment à Darkoush, une ville située à environ 25 kilomètres au nord-ouest de Jisr al-Choghour, où des bombardements font au moins 53 morts le 26 avril, dont au moins 17 femmes et enfants,,,. Au total, selon l'OSDH, les bombardements du 26 avril dans le gouvernorat d'Idleb tuent au moins 73 civils, dont 11 femmes et 19 enfants,,.
Mais le matin du 27 avril, les rebelles s'emparent du camp militaire d'al-Qarlmid ou Maamal al-Karmid (la fabrique de brique) près de la ville d'Ariha. Selon l'OSDH, les affrontements ont fait au moins 15 morts chez les loyalistes, et huit tués du côté des rebelles, dont deux kamikazes. Trois chars du régime ont également été détruits lors des affrontements, sept autres sont capturés par les rebelles, ainsi que six canons. En réponse, des hélicoptères du régime larguent une dizaine de barils d'explosifs sur le camp.
Le 19 mai, après deux jours de combats, l'Armée de la conquête s'empare du camp militaire d'Al-Mastouma, la plus grande base du régime dans la région d'Idleb,,,. Au moins 16 rebelles y sont tués selon l'OSDH. Les loyalistes se replient sur la ville d'Ariha, à sept kilomètres au sud et à l'aéroport militaire d'Abou Douhour, à une cinquantaine de kilomètres à l'est.
Le 28 mai, l'Armée de la conquête attaque Ariha, mais les forces de l'armée syrienne et du Hezbollah battent rapidement en retraite et après seulement trois heures de combats, la ville est prise à son tour,,. Selon l'OSDH, 18 soldats et miliciens loyalistes sont tués au combat et 13 autres sont capturés et exécutés. Les rebelles tiennent alors la quasi-totalité du gouvernorat d'Idleb.
Le 6 juin, les rebelles prennent une dizaine de villages situés sur la route d'Ariha à Lattaquié, ainsi que le barrage de Maassara, le plus important encore tenu par le régime dans le gouvernorat d'Idleb,. Selon l'OSDH, au moins 13 rebelles et 32 loyalistes sont tués dans ces combats,.

## Conséquences
Le 13 mai, l'armée syrienne redéploie ses forces dans la province d'Idlib, ce qui a pour conséquence de dégarnir certaines de ses positions dans le reste du pays. Profitant de ces mouvements de troupe, l'État islamique passe à l'offensive le lendemain au sud-est du pays et parvient à prendre l'oasis de Palmyre le 21 mai, ce qui constitue pour l'organisation une victoire symbolique et stratégique significative.

### Cartes des combats
- Cartes des combats réalisées par Agathocle de Syracuse.

### Vidéographie
- [vidéo] « Les djihadistes contre le régime d’Assad », VICE News, 26 mai 2015.
- [vidéo] « Syrie : plongée en vidéo à 360° dans une ville dévastée », Le Parisien, 15 septembre 2015.

### Articles de fond
- Luc Mathieu, « Syrie : les forces gouvernementales accumulent les défaites », Libération.